# Judith Amaechi
 Bà Judith Obiajulu Amaechi (nhũ danh Nwankwo; sinh ngày 24 tháng 12 năm 1970) là vợ của cựu Thống đốc bang Rivers Chibuike Amaechi. Bà là người đứng đầu Sáng kiến Hỗ trợ Trao quyền (ESI), chiến dịch chống lại HIV/AIDS, ủng hộ quyền của phụ nữ và trẻ em, và thúc đẩy công bằng giới và giáo dục trẻ em gái.
Amaechi sinh ngày 24 tháng 12 năm 1970 tại Enugu Ukwu, bang Anambra. Cô theo học trường Cao đẳng Nữ chính phủ Liên bang, Abuloma cho giáo dục trung học của mình. Sau đó, bà theo học trường Đại học Khoa học và Công nghệ Rivers State, nơi bà tốt nghiệp chuyên gia Quy hoạch Vùng và Đô thị. Bà kết hôn với Chibuike Amaechi và họ có ba đứa con.
Amaechi đã phát động Sáng kiến hỗ trợ trao quyền, một tổ chức phi chính phủ (NGO), vào ngày 16 tháng 10 năm 2008. Tổ chức phi chính phủ cung cấp hỗ trợ và lời khuyên thiết thực cho phụ nữ và trẻ em, đặc biệt là những người thiệt thòi nhất. Vào tháng 6 năm 2009, phát biểu trong Ngày Quốc tế Góa phụ, Amaechi kêu gọi xem xét lại luật bản địa và các tập quán thông thường gây ra đau khổ cho góa phụ, đôi khi ném họ vào cảnh nghèo khó. Vào tháng 3 năm 2010, bà đã đến thăm Israel cùng với Ủy viên phụ trách các vấn đề phụ nữ, Manuela George-Izunwa, để kiểm tra các trang trại và thảo luận về đào tạo và phát triển nông nghiệp của phụ nữ ở bang Rivers.
Vào năm 2009, Amaechi đã tài trợ cho một chương trình tẩy giun hàng loạt miễn phí cho trẻ em Rivers State. Bà là một người ủng hộ mạnh mẽ Đạo luật Quyền trẻ em được thông qua tại bang Rivers năm 2010, nhằm ngăn chặn lạm dụng trẻ em. Vào tháng 8 năm 2010, bà đã mở một trang trại công nghệ thông tin và truyền thông bốn tuần, nơi cung cấp đào tạo máy tính miễn phí trong các ngày lễ cho học sinh trung học cơ sở và trung học phổ thông.